# Ørkenens rose
Ørkenens rose er en amerikansk stumfilm fra 1918 af Albert Capellani.

## Medvirkende
- Alla Nazimova som Hassouna
- Charles Bryant
- Donald Gallaher som Ensign Arnauld
- Sally Crute som Helene de Cadiere
- E. L. Fernandez som Taieb